# 清冠铁路
清冠铁路，建设时曾称浦梅铁路清流至冠豸山段，是福建省境内的一条单线铁路。北起兴泉铁路清流站，南至赣龙铁路和赣瑞龙铁路冠豸山南站，于2021年9月30日与兴泉铁路兴国至宁化段同步建成通车，结束了清流和连城县城不通铁路的历史。

## 概况
该线路原为十二五铁路规划项目浦城至梅州铁路，先期于2016年4月21日开工建设的建宁至冠豸山段的一部分。后由于规划调整，建宁向北至浦城和冠豸山往南延伸经上杭、武平、蕉岭至梅州段铁路被龙龙铁路所替代而取消建设。2021年4月国铁集团正式将此线命名为清冠铁路。